# Jón Ólafsson (filolog)
Jón Ólafsson, född den 24 juni 1731, död den 18 juni 1811, var en isländsk filolog. Han var bror till Eggert Ólafsson.
Efter teologisk examen levde Jón Ólafsson i Köpenhamn som arnamagneansk stipendiat, huvudsakligen sysselsatt med filologiska studier. Bland han skrifter märks den för sin tid betydande Om Nordens gamle Digtekonst (1786). Han deltog även i arbetet på Videnskabernes Selskabs stora danska ordbok.